# Pandol & Sons
Pandol & Sons je američka voćarska tvrtka. Jedan je od najvećih gospodarskih subjekata u Delanu u Kaliforniji. 2011. imala je 900 radnika, u koje su uračunati i sezonski radnici.
Bavi se vinogradarstvom i voćarstvom (ponajviše borovnice).
Nasade borovnica imaju u Čileu, Meksiku, Peruu, Argentini i SAD-u, a vinove loze u Čileu, Meksiku, SAD i Peruu. Nijedna tehnika oprašivanja vinove loze nije GMO.
Tvrtka ima veliku hladnjaču s prethladnjačom u Delanu, skladište u Del Campu, Nogales u Arizoni te skladišne prostore na terminalu u Wilmingtonu, glavnoj ulaznoj luci SAD za uvoz ovakve osjetljive vrste robe.
Tvrtka je izvoznik čiji izvozni asortiman čine grožđe, jabuke, trešnje, citrusi, dinje, nektarine, breskve, šljive, kruške i sl., a izvozi diljem svijeta.
Tvrtka je osnovana 1940-ih kad su hrvatski iseljenici s Hvara Steve i Margaret Pandol koji su živjeli u Fresnu kupili 160 acrea zemljišta blizu Delana. U početku su tih ratnih godina proizvodili krumpire za ratne potrebe. Posao su preuzela i njihova djeca. Zemljište su pripremali, isušivali i vodili te su 1949. posadili prve nasade vinove loze. Krajem 1950-ih su proširili poslovanjem kupnjom zemljišta u Čileu i Meksiku, čime su mogli cijelu godinu uzgajati i ubirati grožđe. 1960-ih su počeli hladnjačama slati svoje proizvode na istočnu obalu, a 1970-ih su postali jednim od glavnih proizvođača i uvoznika grožđa iz te zemlje. Premda su poslovanje proširili i na uzgoj drugih voćaka, poput jabuka, kakija, azijske kruške, proizvodnja stolnog grožđa ostala im je glavna proizvodna grana.

## Vanjske poveznice
- O Pandolu